# Кутова відстань
Кутова відстань {\displaystyle \theta } (також відома як видима відстань) — це кут між двома лініями огляду або між двома точковими об’єктами, якщо дивитися з боку спостерігача.
Кутова відстань з'являється в математиці (зокрема, геометрії та тригонометрії) та всіх природничих науках (наприклад , астрономії та геофізиці). У класичній механіці об'єктів, що обертаються, він з'являється поряд з кутовою швидкістю, кутовим прискоренням, кутовим моментом, моментом інерції та крутним моментом.

## Використання
Термін кутова відстань (або поділ) є технічно синонімом самого кута, але має на увазі лінійну відстань між об’єктами (наприклад, пара зірок, спостережених із Землі).

## Вимірювання
Оскільки кутова відстань (або поділ) концептуально ідентична куту, вона вимірюється в тих самих одиницях, таких як градуси або радіани, за допомогою таких інструментів, як гоніометри або оптичні інструменти, спеціально розроблені для вказівки в чітко визначених напрямках і запису відповідних кути (наприклад, телескопи).

## Рівняння

### Загальний випадок

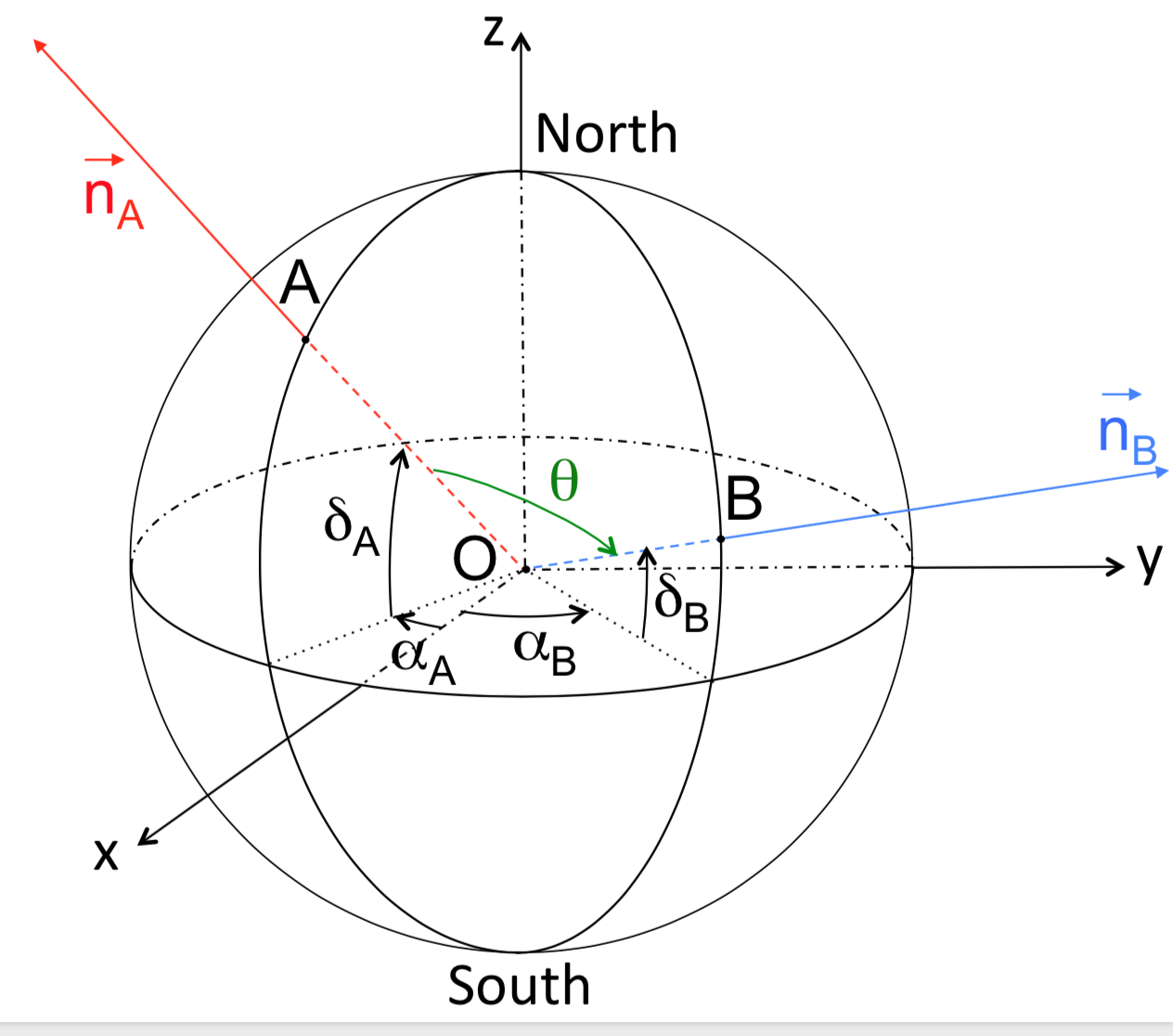
Кутовий поділ між точками А і В, як видно з О

Щоб вивести рівняння, яке описує кутовий розрив двох точок, розташованих на поверхні сфери, якщо дивитися з центру сфери, ми використовуємо приклад двох астрономічних об’єктів {\displaystyle A} і {\displaystyle B} спостерігається із Землі. Об'єкти {\displaystyle A} і {\displaystyle B} визначаються їх небесними координатами, а саме їхніми прямими сходженнями (RA), {\displaystyle (\alpha _{A},\alpha _{B})\in [0,2\pi ]}; і відмінювання (dec), {\displaystyle (\delta _{A},\delta _{B})\in [-\pi /2,\pi /2]}. Дозволяти {\displaystyle O} вказують спостерігача на Землі, який, як передбачається, знаходиться в центрі небесної сфери. Скалярний добуток векторів {\displaystyle \mathbf {OA} } і {\displaystyle \mathbf {OB} } дорівнює:
{\displaystyle \mathbf {OA} \cdot \mathbf {OB} =R^{2}\cos \theta }
що еквівалентно:
{\displaystyle \mathbf {n_{A}} .\mathbf {n_{B}} =\cos \theta }
В {\displaystyle (x,y,z)} кадру, два унітарні вектори розкладаються на:
{\displaystyle \mathbf {n_{A}} ={\begin{pmatrix}\cos \delta _{A}\cos \alpha _{A}\\\cos \delta _{A}\sin \alpha _{A}\\\sin \delta _{A}\end{pmatrix}}\mathrm {\qquad and\qquad } \mathbf {n_{B}} ={\begin{pmatrix}\cos \delta _{B}\cos \alpha _{B}\\\cos \delta _{B}\sin \alpha _{B}\\\sin \delta _{B}\end{pmatrix}}.}
тому
{\displaystyle \mathbf {n_{A}} \mathbf {n_{B}} =\cos \delta _{A}\cos \alpha _{A}\cos \delta _{B}\cos \alpha _{B}+\cos \delta _{A}\sin \alpha _{A}\cos \delta _{B}\sin \alpha _{B}+\sin \delta _{A}\sin \delta _{B}\equiv \cos \theta }
потім:
{\displaystyle \theta =\cos ^{-1}\left[\sin \delta _{A}\sin \delta _{B}+\cos \delta _{A}\cos \delta _{B}\cos(\alpha _{A}-\alpha _{B})\right]}

### Апроксимація малої кутової відстані
Наведений вище вираз справедливий для будь-якого положення A і B на сфері. В астрономії часто буває так, що розглядувані об'єкти знаходяться на небі дійсно близько: зірки в полі зору телескопа, подвійні зірки, супутники планет-гігантів Сонячної системи і т.д. У тому випадку, коли {\displaystyle \theta \ll 1} радіан, маючи на увазі {\displaystyle \alpha _{A}-\alpha _{B}\ll 1} і {\displaystyle \delta _{A}-\delta _{B}\ll 1}, ми можемо розвинути наведений вище вираз і спростити його. У наближенні малого кута, у другому порядку, наведений вище вираз стає:
{\displaystyle \cos \theta \approx 1-{\frac {\theta ^{2}}{2}}\approx \sin \delta _{A}\sin \delta _{B}+\cos \delta _{A}\cos \delta _{B}\left[1-{\frac {(\alpha _{A}-\alpha _{B})^{2}}{2}}\right]}
значення
{\displaystyle 1-{\frac {\theta ^{2}}{2}}\approx \cos(\delta _{A}-\delta _{B})-\cos \delta _{A}\cos \delta _{B}{\frac {(\alpha _{A}-\alpha _{B})^{2}}{2}}}
отже
{\displaystyle 1-{\frac {\theta ^{2}}{2}}\approx 1-{\frac {(\delta _{A}-\delta _{B})^{2}}{2}}-\cos \delta _{A}\cos \delta _{B}{\frac {(\alpha _{A}-\alpha _{B})^{2}}{2}}} .
Враховуючи це {\displaystyle \delta _{A}-\delta _{B}\ll 1} і {\displaystyle \alpha _{A}-\alpha _{B}\ll 1}, при розвитку другого порядку виходить так {\displaystyle \cos \delta _{A}\cos \delta _{B}{\frac {(\alpha _{A}-\alpha _{B})^{2}}{2}}\approx \cos ^{2}\delta _{A}{\frac {(\alpha _{A}-\alpha _{B})^{2}}{2}}}, так що
{\displaystyle \theta \approx {\sqrt {\left[(\alpha _{A}-\alpha _{B})\cos \delta _{A}\right]^{2}+(\delta _{A}-\delta _{B})^{2}}}}

### Мала кутова відстань: площинна апроксимація

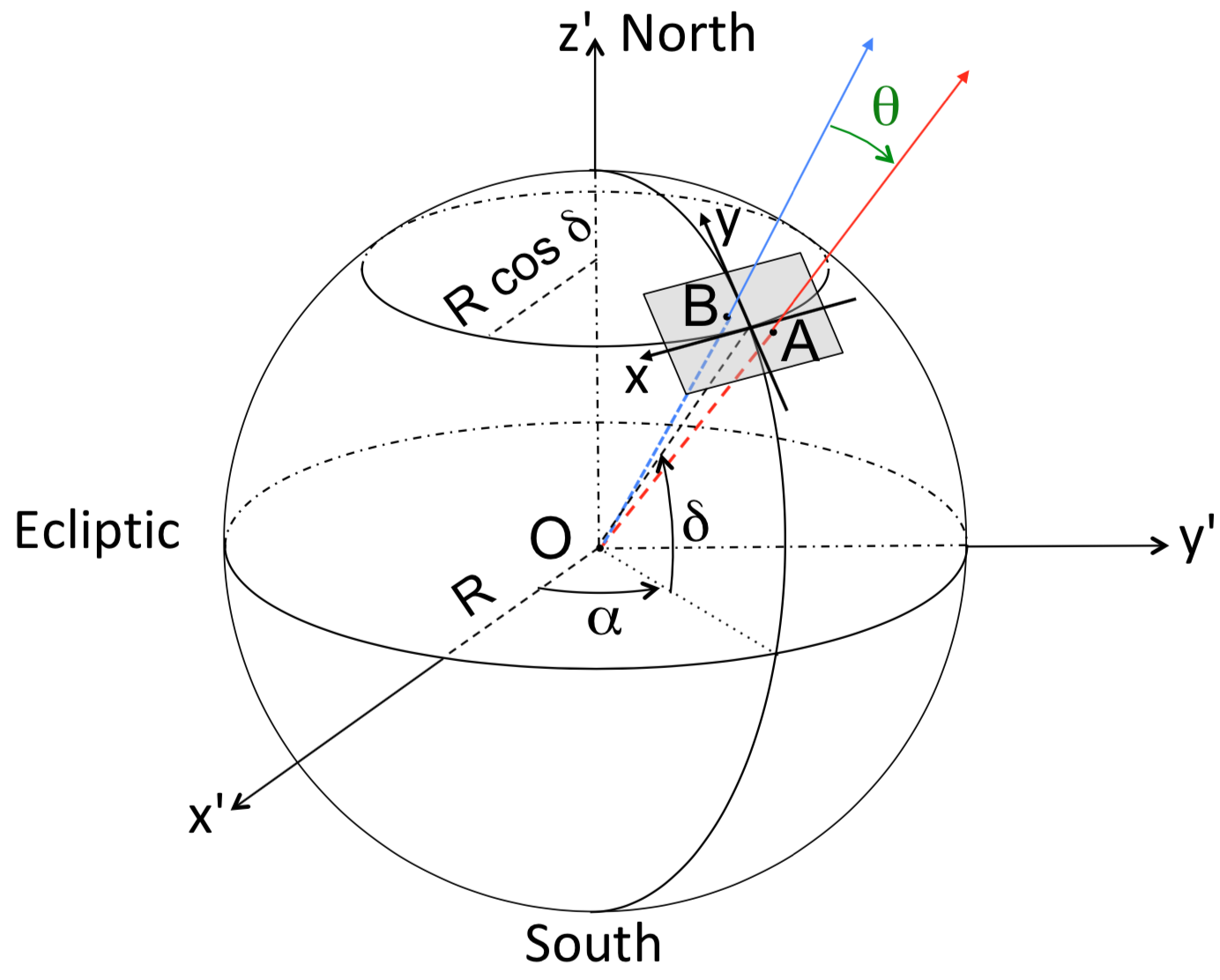
Площинне наближення кутової відстані на небі

Якщо ми розглянемо детектор, який створює зображення невеликого поля неба (розмір набагато менше одного радіана) з {\displaystyle y} -вісь спрямована вгору, паралельна меридіану прямого сходження {\displaystyle \alpha }, і {\displaystyle x} -вісь по паралелі відмінювання b, кутове розділення можна записати так:
{\displaystyle \theta \approx {\sqrt {\delta x^{2}+\delta y^{2}}}}
де {\displaystyle \delta x=(\alpha _{A}-\alpha _{B})\cos \delta _{A}} і {\displaystyle \delta y=\delta _{A}-\delta _{B}} .
Зверніть увагу, що {\displaystyle y} -вісь дорівнює схиленню, тоді як {\displaystyle x} -вісь - це пряме сходження, модульоване {\displaystyle \cos \delta _{A}} оскільки переріз сфери радіусом {\displaystyle R} за схиленням (широта) {\displaystyle \delta } є {\displaystyle R'=R\cos \delta _{A}} (див. малюнок).